# D 170 (Türkei)
Die Straße D 170 (Devlet yolu 170) ist eine 77 km lange Straße in der Türkei. 

## Verlauf
Die Straße beginnt in Göynük östlich von Taraklı als nach Südosten führender Abzweig von der D 160, führt über den Pass Meyitler Geçidi (1180 m) nach Dedeler und weiter nach Osten über den Pass Atyaylası Geçidi (1270 m) und Uluhan zur Einmündung in die von Adapazarı kommende Straße D140 18 km nördlich von Nallıhan.